# Rhipidarctia saturata
Rhipidarctia saturata là một loài bướm đêm thuộc phân họ Arctiinae, họ Erebidae.